# Вескована
Вескова̀на (на италиански и на венециански: Vescovana) е село и община в Северна Италия, провинция Падуа, регион Венето. Разположено е на 7 m надморска височина. Населението на общината е 1702 души (към 2010 г.).